# الشريف الرضي
أبُو الحَسَنِ السَّيِّدُ مُحَمَّدٌ بِنُ الحُسَيْنِ بِنُ مُوْسَى المُوسَوِيُّ الهَاشِمِيُّ القُرَشِيُّ،  وَيُلَقَّبُ بِالشَّرِيْفِ الرَّضِيِّ (359 هـ - 406 هـ / 969 - 1015م)، شاعر وفقيه ولد في بغداد وتوفي فيها. عمل نقيبًا للطالبيين حتى وفاته، وهو الذي جمع كتاب نهج البلاغة.

## ولادته وأُسرته

### نسبُه
هو: الشَّريفُ الرَّضِي ذُو الحسبَين أبُو الحسن مُحمَّدٌ بْنُ أبي أحمد الحسين الطَّاهر الأوحد بْنُ موسى الثَّالث بْنُ أبي جعفرٍ مُحمَّدٌ الأعرج بْنُ موسى الثَّاني الأصغر بْنُ إبراهيم المرتضى الأصغر بْنُ موسى الكاظم بْنُ جعفر الصادق بْنُ محمد الباقر بْنُ علي زين العابدين بْنُ الحسين بْنُ علي بن أبي طالب بْنُ عبد المطلب بْنُ هاشم بْنُ عبد مناف بْنُ قصي بْنُ كلاب بْنُ مرة بْنُ كعبٍ بْنُ لؤيٍّ بْنُ غالب بْنُ فهر بْنُ مالك بْنُ قريش بْنُ كنانة بْنُ خُزيمة بْنُ مدركة بْنُ إلياس بْنُ مضر بْنُ نزار بْنُ معدٍ بْنُ عدنان.
أُمُّه هي: فاطمةُ بِنْتُ الحُسين بْنُ أبي محمد الحسن الأطرش بْنُ علي بْنُ الحسن بْنُ علي بْنُ عُمرِ الأشرف ابْنُ الإمام زين العابدين عليٍّ بْنُ الحسين بْنُ عليٍّ بْنُ أبي طالبٍ.

### ولادتُه ونشأتُه
وُلد في بغداد عام 359 هـ، وكان له شقيقٌ واحدٌ هو الشَّريفُ المُرتضى، وشقيقتان هُما زينبٌ وخديجةٌ، تُوفِّيت إحداهُما في حياتِه فتأثَّر لِوفاتها ورثاها بِقصيدةٍ طويلةٍ، وتُوفِّيت الأُخرى بعد وفاته في أواخر شعبان عام 419 هـ.
ولهُ ولدٌ واحدٌ هو أبو أحمد عدنان، المُلقَّبُ بِالطَّاهر ذي المناقب، قال عنهُ ابن عنبة في عُمدة الطَّالب: «فَولدُ الرَّضيِّ أبو الحسن مُحمد، أبَا أحمدٍ عدنانُ، يُلقب الطَّاهر ذي المناقِب، لقبَ جدِّه أبي أحمد الحُسين بن مُوسى، تولَّى مقالة الطَّالِبببن بِبغداد على قاعدة جدِّه وأبيه وعمِّه، قال أبو الحسن العُمريِّ: هو الشَّريفُ العفيفُ المُتميِّزُ في سداده وصونه».
والدُه أبو أحمدٍ الحُسين كان ذا منزلةٍ في الدَّولتين العباسيَّة والبويهيَّة لقَّبه أبو نصرٍ بهاء الدَّولة بِالطَّاهر الأوحد، ووُلِّي نقابة الطَّالبيين خمس مراتٍ، ومات وهو النَّقيب وذهب بصرُه، ولولا استعظام عضد الدولة أمره ما حمله على القبض عليه وحمله إلى قلعة بِفارس، فلم يزل بها حتى مات عضُد الدولة فأطلقه شرف الدولة ابن العضد واستصحبه حين قدم بغداد، ولد عام 359 هـ وتوفِّي ليلة السَّبت 25 جمادى الأولى عام 406 هـ، ورثته الشُّعراء بِمراثٍ كثيرة، وممن رثاه ولداه المرتضى والرضي، ومهيار الديلمي ورثاه أبو العلاء المعري بِقصيدة توجد في كتابه سقط الزند.

## ألقابُه ومناصبُه
لقَّبه بهاء الدَّولة سنة 388 هـ بِالشَّريف الأجلِّ، وفي سنة 392 هـ بِذي المنقبتين، وفي سنة 398 هـ بِالرَّضي ذي الحسبين، وفي سنة 401 هـ أمر أن تكون مُخاطبتُه ومُكاتبتُه بِعنوان الشَّريف الأجلِّ، وهو أوَّلُ من خُوطب بِذلك من الحضرة المُلوكيَّة.
تولَّى من المناصب نقابة الطَّالبيين، وإمارة الحجِّ، والنَّظر في المظالم سنة 380 هـ وهو ابنُ 21 عامًا، وصدرت الأوامرُ بِذلك من بهاء الدَّولة وهو بِالبصرة سنة 397 هـ، ثُمَّ عهد إليه في 16 مُحرَّم سنة 403 هـ بِولاية أُمور الطَّالبيين في جميع البلاد، فدُعي نقيب النُّقباء، وأُتيحت له إمارة الحجِّ على الحرمين على عهد القادر.

## أعماله وشعره
من أهم الأعمال التي اشتهر بها الشريف الرضي هو نهج البلاغة وهو كتاب جمع فيه خطب والحكم القصار وكتب الإمام علي لعماله في شتى أنحاء الأرض. له ديوان تغلب فيه القوة والعذوبة والنفس البدوي والجزالة وله كتب عدة منها «مجاز القرآن» و«المجازات النبوية» و«خصائص أمير المؤمنين الإمام علي» و«مختار من شعر الصابئ» وبعض الرسائل منشورة.
ويعد الشريف الرضي من فحول الشعراء وله شعر كثير في الغزل العذري والاجتماعيات، من مثال شعره:

## أقوال العلماء فيه
- قال ابن أبي الحديد: «حفظ الرضي القرآن بعد أن تجاوز الثلاثين سنة في مدة يسيرة، وعَرف من الفقه والفرائض طرفًا قويًا، وكان عالمًا أديبًا وشاعرًا».
- قال الأمين العاملي: «كان الرضي أديبًا بارعًا متميزًا، فقيهًا متبحرًا، ومتكلمًا حاذقًا، ومفسرًا».
- قال التستري: قال صاحب تاريخ مصر والقاهرة: «الشريف أبو الحسن الرضي الموسوي، كان عالمًا عارفًا باللغة والفرائض والفقه والنحو، وكان شاعرًا فصيحًا عالمًا عالي الهمة».[5]

## وفاته
توفي الرضي عن عمر 47 عامًا في السادس من المُحَرَّمِ سنة 406 هـ، وقيل عن عمر 45 عامًا سنة 404 هـ. وأدى صلاة الجنازة أبو غالب فخر الملك أحد وزراء سلطان الدولة. كان ابنه أبو أحمد عدنان من العلماء البارزين في عصره، وبعد وفاةِ عمه الشريف المرتضى، انتقل منصب نقيب الطالبيين إلى جده. توفي عدنان عقيمًا في 449 هـ.

### فهرست المراجع
بِاللُغتين العربيَّة والفارسيَّة
1. ↑  بوَّابة الشُعراء (بالعربية والإنجليزية)، QID:Q106776388
2. ↑  عادل نويهض (1988)، مُعجم المُفسِّرين: من صدر الإسلام وحتَّى العصر الحاضر (ط. 3)، بيروت: مؤسسة نويهض الثقافية للتأليف والترجمة والنشر، ج. الثاني، ص. 519، OCLC:235971276، QID:Q122197128
3. ↑  ديوان الشريف الرضي. تحقيق الدكتور عبد الفتاح محمد الحلو. ص28. الجمهورية العراقية وزارة الإعلام. سلسلة التراث (60)
4. ↑  ابن عنبة (1961)، ص. 211.
5. ↑  الأستاذي، رضا، من أعلام الشيعة، ص101
6. ↑  نهج البلاغة. 1956 (بالأوردية والعربية) (ط. Supplemented 2010). Lahore: Imamia Kutub Khan, Mughal Havaili, لاهور. ص. 56–58.
7. ↑  نهج البلاغة (بالأوردية والعربية) (ط. Second April 2000). Karachi: Tanzeem-ul-Makatib, Lucknow and Mahfooz Book Agency Karachi. ص. 5–6.
8. ↑  نهج البلاغة/Peak of Eloquence (ط. Seventeenth Impression 2012). Karachi: Islamic Seminary Publications, Accra بومباي Freetown كراتشي لندن نيويورك. 1984. ص. 122–123. ISBN:0-941724-18-2.

بِلُغاتٍ أوروپيَّة

### ثبت المراجع(مُرتَّبة حسب تاريخ النشر)
كُتُب ودوريَّات باللُّغة العربيَّة:
- ابن عنبة (1961)، عمدة الطالب في أنساب آل أبي طالب، تحقيق: محمد حسن الطالقاني (ط. 2)، النجف: المطبعة الحيدرية، OCLC:235980141، QID:Q117467749
- ابن الأثير الجزري (1997). الكامل في التاريخ: العصر العبَّاسي الثالث (عصر النُفُوذ البُويهي، من ابتداء دولة بني بُويه سنة 321 إلى سنة 431هـ) (PDF). تحقيق: عمر عبد السلام تدمري (ط. 1). بيروت: دار الكتاب العربي. ج. 7. ISBN:978-9953-27-014-2. OL:13208788M. QID:Q116039581.

كُتُب ودوريَّات باللُّغة الفارسيَّة:
بلُغاتٍ أجنبية:

## وصلات خارجية
- تحميل بعض كتبه من مكتبه المصطفي
- كتاب ديوان اشعر الهاشميين
- كتاب خصائص أمير المؤمنين علي بن أبي طالب
- كتاب شرح الكافيه
- بوابة الشعراء: ديوان الشريف الرضي